# Scarmagno
Scarmagno (Scarmagn in piemontese) è un comune italiano di 797 abitanti della città metropolitana di Torino in Piemonte.

## Storia

### Simboli
Lo stemma e il gonfalone sono stati concessi con decreto del presidente della Repubblica del 21 marzo 1997.
Lo stemma si può blasonare: semitroncato partito: il primo d'azzurro, alla lettera maiuscola S, d'oro; il secondo di rosso, alla bilancia d'oro; il terzo d'oro, al castagno al naturale, nodrito nella pianura di verde.
Il gonfalone è un drappo partito di giallo e di azzurro.

## Monumenti e luoghi d'interesse

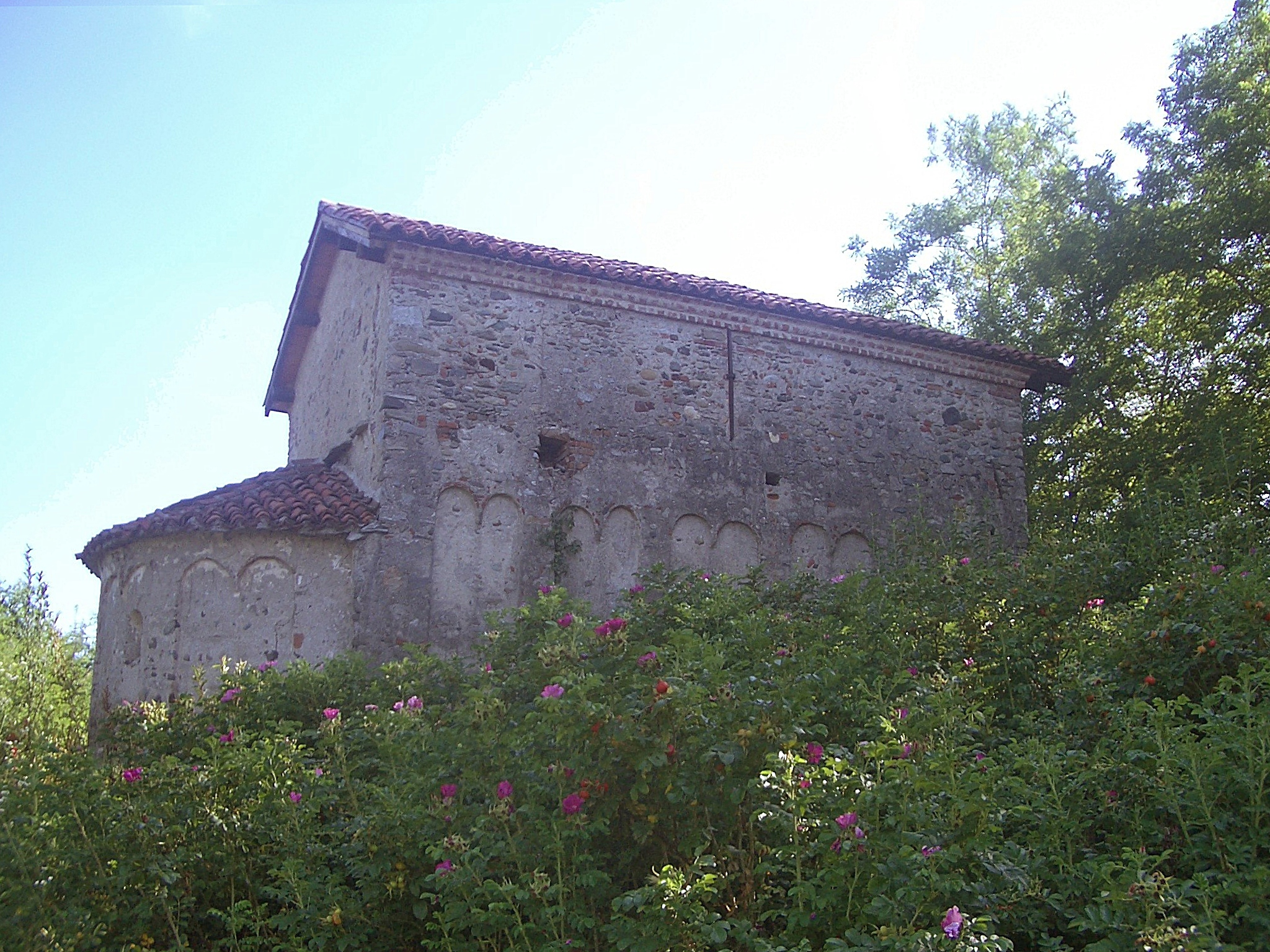
La chiesa di Sant'Eusebio al Masero

- Chiesa parrocchiale di san Michele Arcangelo (1815)
- Chiesa parrocchiale di san Giovanni Battista, nella frazione Bessolo
- Cappella di santa Marta
- Cappella della Natività di Maria
- Cappella di Maria Ausiliatrice, nella frazione Masero
- Chiesa di sant'Eusebio al Masero (fine del X secolo), contiene un affresco datato 1424, attribuito a Domenico della Marca di Ancona. Dal 2010 fa parte del tratto canavesano della Via Francigena[5]
- Stabilimento Olivetti

### Aree naturali
- Parzialmente in territorio di Scarmagno si trova la "Palude di Romano Canavese", riconosciuta nel 2009 come sito di interesse comunitario (codice: IT1110064).
- sito di interesse comunitario (codice: IT1110047) Scarmagno - Torre Canavese (morena destra d'Ivrea)

## Geografia antropica

### Frazioni
Nel territorio comunale si trovano le frazioni di Bessolo e Masero.

## Economia
Fino agli anni '60 del XX secolo le uniche risorse dei residenti provenivano dall'attività agricola operata sulla porzione pianeggiante ai piedi dell'Anfiteatro morenico di Ivrea. A metà del decennio il comune accettò la proposta da parte della società Olivetti di insediare, nella vasta area piana prospiciente il paese, un nuovo stabilimento necessario per nuove produzioni.
 Il nuovo complesso produttivo fu realizzato in due tipologie costruttive. La prima ad essere realizzata fu una lunga struttura coperta, denominata Capannone-A, seguirono altre strutture in prefabbricato in cemento armato realizzate in forma modulare su una matrice territoriale a griglia, sorsero i capannoni B, C, D, E ed un piccolo capannone chiamato Tecnologico, dove erano ubicati i laboratori di ricerca sulla componentistica ibrida.
 A Nord, sull'estremo limite del perimetro degli stabilimenti di produzione, sorgeva una piccola struttura completamente in legno priva di chiodi, col tetto in rame, con lo spiovente rivolto verso i capannoni, volto a proteggere la strumentazione elettronica di misura, utilizzata per testare le emissioni di radiofrequenza dei prodotti. Nel periodo della joint-venture con la compagnia statunitense AT&T, nella fabbrica automatizzata di questi stabilimenti furono prodotti fino a 200.000 personal computer in un anno. Il complesso comprendeva tre mense, una biblioteca ed un'infermeria. Furono molti i residenti a lasciare il lavoro agricolo, preferendo essere assunti in fabbrica.
Con la crisi dell'Olivetti, il territorio comunale conobbe un periodo di grave crisi, soprattutto sul fronte occupazionale.
Il paese tornò alla ribalta nel 2004 quando, a seguito di un'analisi del Censis, risultò essere il secondo comune d'Italia per reddito pro capite.
Le attività sul territorio stanno rilanciando il Comune, sempre più spesso preferito da chi sceglie di allontanarsi da Ivrea. 
Numerose imprese industriali e di servizi hanno scelto infatti di localizzarsi nell'area ex Olivetti e nelle recenti nuove aree destinate ad attività produttive previste dall'ultimo PRG.

## Infrastrutture e trasporti
È presente il casello dell'autostrada A5 che collega Torino ad Aosta, il cui percorso a mezza collina passa a est del paese: da lì si può osservare l'inconfondibile sfera di colore giallo, come le pareti dei capannoni dello stabilimento, costituente il serbatoio dell'acqua posto su uno stelo a 50 metri d'altezza. A circa 4 km è presente la stazione di Strambino, che offre collegamenti con frequenza oraria per Aosta e Torino. I collegamenti con la stazione di Ivrea sono invece assicurati da autolinea con 8 corse giornaliere e tempi di percorrenza medi di 20 minuti.

## Società

### Evoluzione demografica
Abitanti censiti

## Amministrazione

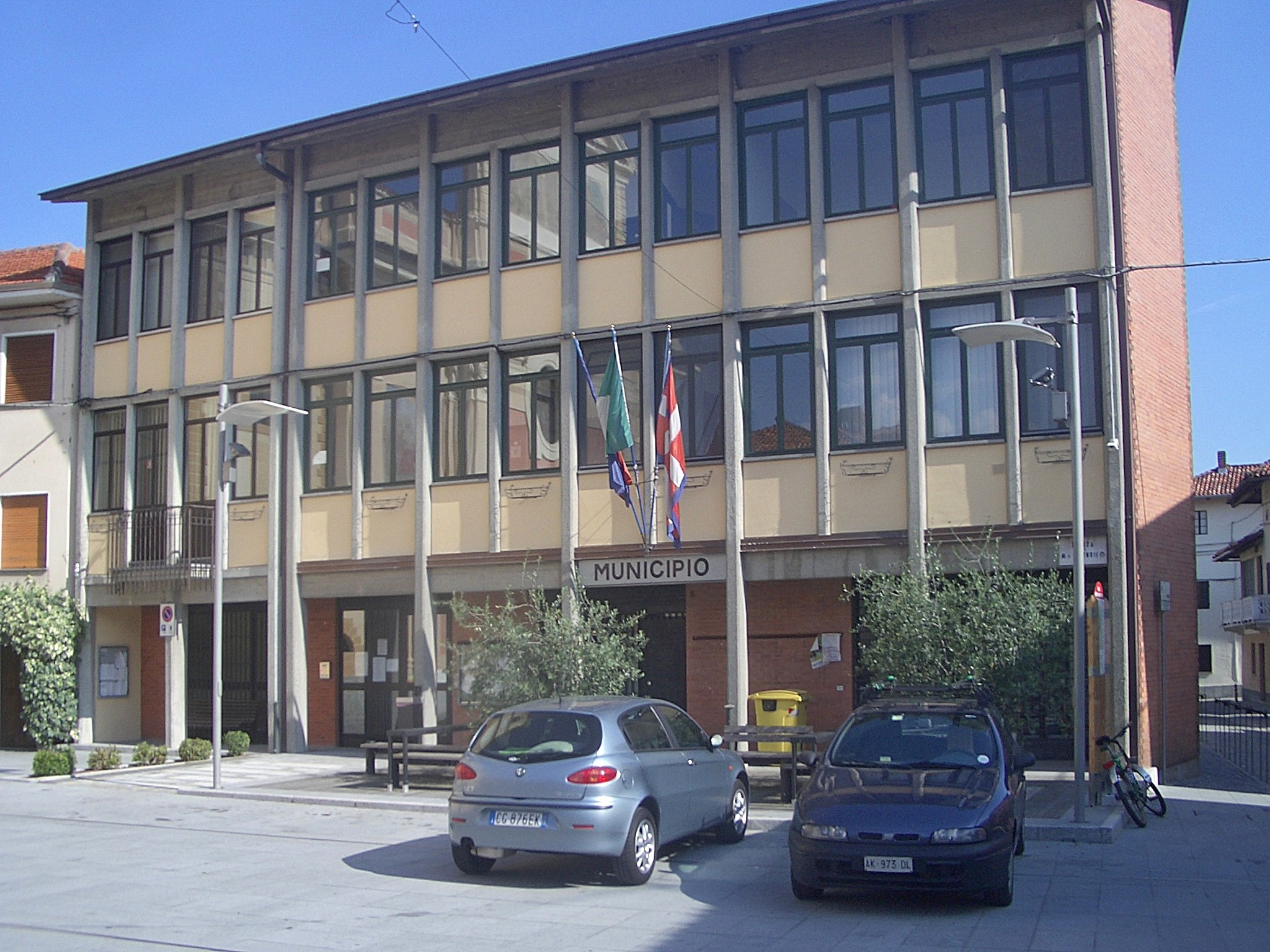
Il municipio

| Periodo | Periodo   | Primo cittadino       | Partito                            | Carica  | Note |
| ------- | --------- | --------------------- | ---------------------------------- | ------- | ---- |
| 2003    | 2008      | Gianpiero Cardone     | lista civica                       | Sindaco |      |
| 2008    | 2012      | Pier Luigi Bot Sartor | lista civica                       | Sindaco |      |
| 2012    | 2018      | Pier Luigi Bot Sartor | lista civica Insieme per il futuro | Sindaco |      |
| 2018    | in carica | Adriano Grassino      | lista civica Scarmagno da Vivere   | Sindaco |      |